# Varennes-sur-Morge
Varennes-sur-Morge – miejscowość i gmina we Francji, w regionie Owernia-Rodan-Alpy, w departamencie Puy-de-Dôme.
Według danych na rok 1990 gminę zamieszkiwały 282 osoby, a gęstość zaludnienia wynosiła 57 osób/km² (wśród 1310 gmin Owernii Varennes-sur-Morge plasuje się na 572. miejscu pod względem liczby ludności, natomiast pod względem powierzchni na miejscu 985.).